# 士麥那 (阿肯色州波普縣)
士麥那是位於美國阿肯色州波普縣的一個非建制地區。該地的面積和人口皆未知。

## 地理
士麥那的座標為35°39′03″N 92°55′12″W / 35.65083°N 92.92000°W，而該地的平均海拔高度為282米（即925英尺）。